# 狭叶荨麻
狭叶荨麻（学名：Urtica angustifolia）为荨麻科荨麻属的植物。分布于蒙古、西伯利亚东部、朝鲜、日本以及中国大陆的山东、辽宁、内蒙古、吉林、山西、河北、黑龙江等地，生长于海拔800米至2,200米的地区，常生长在山地河谷溪边或台地潮湿处，目前尚未由人工引种栽培。

## 别名
螫麻子、哈拉海（东北）

## 外部連結
- 狹葉蕁麻, Xiayeqianma （页面存档备份，存于） 藥用植物圖像數據庫 (香港浸會大學中醫藥學院) （繁體中文）（英文）